# Golf du Phare
 (février 2014).
Si vous disposez d'ouvrages ou d'articles de référence ou si vous connaissez des sites web de qualité traitant du thème abordé ici, merci de compléter l'article en donnant les références utiles à sa vérifiabilité et en les liant à la section « Notes et références ».
 (juillet 2017).
Le golf du Phare est un parcours de golf situé sur le territoire des communes de Biarritz et d'Anglet.

## Histoire
Inauguré le 13 mars 1888 en présence la princesse Frederika de Hanovre (1848-1926), le Biarritz Golf Club - Golf du Phare - est le plus ancien des 11 golfs de la côte basque. Fondé à l'initiative de la colonie anglaise présente à Biarritz, le parcours est redessiné dès l'année suivante par les frères Tom et Willie Dunn, architectes anglais renommés. Le tracé empiète alors largement sur la commune d'Anglet, descendant même jusqu'au bord de la plage de la Chambre d’Amour[réf. nécessaire]. Un redoutable Par 3, The Chasm (le gouffre), constitué d'un départ et d'un green au bord de la falaise en constituait un attrait indéniable. Malheureusement, à la suite d'éboulements, ce trou a dû être abandonné. Depuis, ce green, appelé Green Biarritz, a été construit une trentaine de fois dans le monde.
Les modifications suivantes seront réalisées sous les ordres de Harry S. Colt à partir de 1924. Le parcours sera relativement épargné par l'occupation allemande, mais à la suite d'éboulements sur des falaises rocheuses d'Anglet, l'espace du parcours dut être réduit. Les 18 trous furent construits sur 12 trous de l'ancien parcours. Le parcours prit son aspect actuel dans les années 1960. Dans le début des années 1980, un vaste plan de reboisement fut entrepris.[réf. nécessaire]Aujourd'hui, avec le concours de l'architecte Stuart Hallett, spécialiste des golfs anciens, certains trous retrouvent la philosophie et les principes architecturaux que le concepteur H. S. Colt avait souhaité lors de ses travaux de remodelage dans les années 1920.

## Le parcours
Le Golf du Phare est un par 69 relativement court. Avec le développement urbain, le parcours est en centre-ville et est découpé en deux parties : le club-house et les trous 1 à 3 et 10 à 18 se situent à cheval sur Anglet et Biarritz tandis que les trous 4 à 9 sont plus centrés vers Biarritz, à quelques pas du phare. Le tracé est franc et plat et ne comporte aucun obstacle d'eau. Cependant, 70 bunkers « punissent » le golfeur inattentif.[réf. nécessaire]

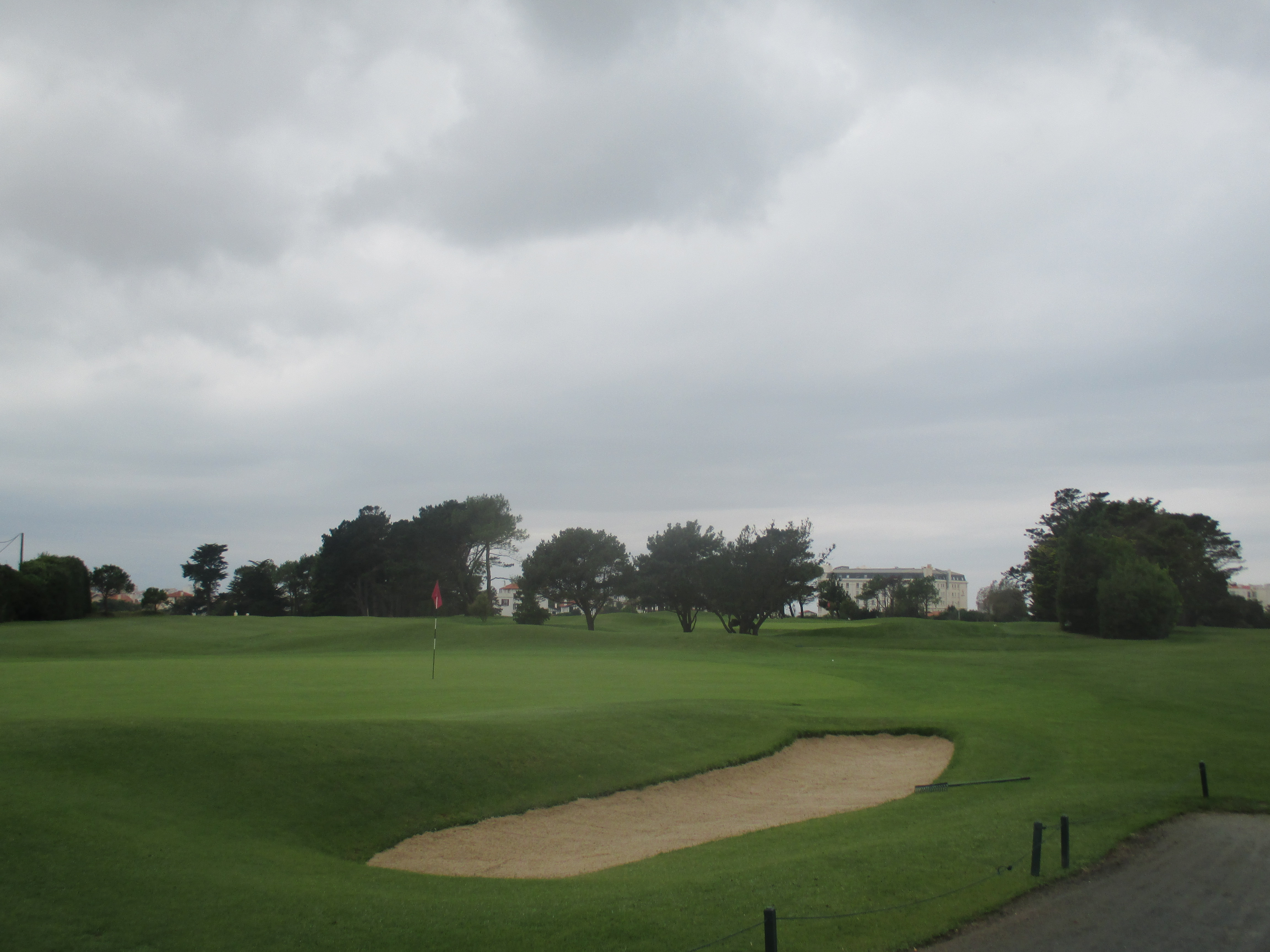
Golf du Phare
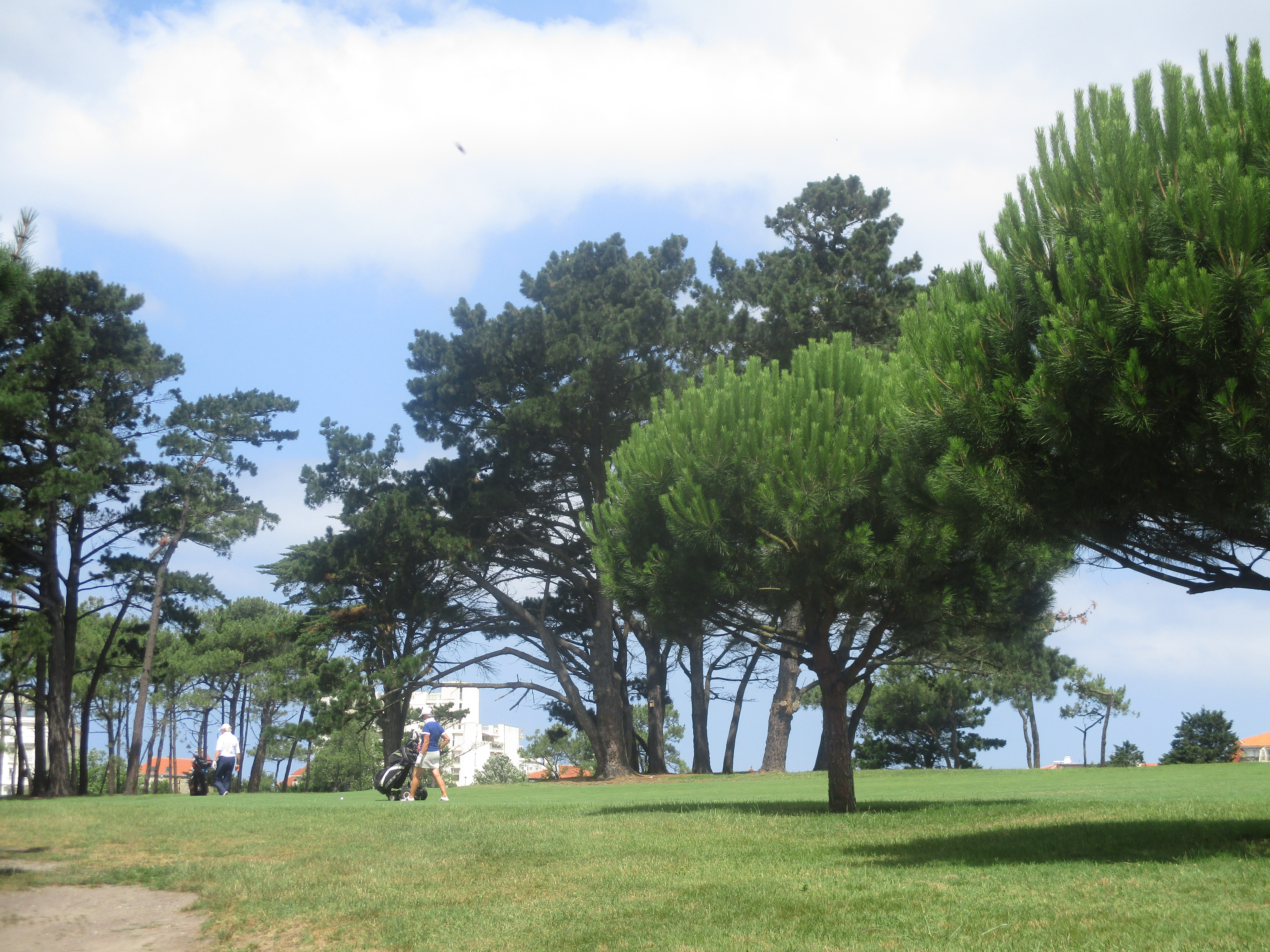
Golf du Phare

## Les joueurs
Après avoir débuté comme cadets, de nombreux joueurs professionnels ou professeurs de golf ont tapé leurs premières balles sur les fairways du Biarritz Golf Club : Arnaud Massy, Jean Gassiat, Eugène Laffitte, Pierre Hirigoyen, Henri Mourgiart et ont gagné les plus grands tournois internationaux de leur époque. Sur une période allant de 1907 à 1929, les trois « Mousquetaires » A. Massy, J. Gassiat et E. Lafitte ont remporté : 1 Open Britannique, 5 Opens de France, 8 Championnats de France, 3 Opens de Belgique, 5 Opens d'Espagne, constituant ainsi un des plus beaux palmarès golfique pour un golf français. Palmarès qui s'est encore enrichi avec les victoires de Marie-Laure de Lorenzi, élève de Pierre Hirigoyen, qui aussi bien en joueuse amateur qu'en joueuse professionnelle a porté haut les couleurs du Biarritz Golf Club et a honoré la mémoire de ses illustres prédécesseurs.[réf. nécessaire]

## Les compétitions

### Biarritz Cup
Présentée comme la plus ancienne épreuve ouverte aux amateurs, la Biarritz Cup existe depuis 1899. La compétition a notamment été remportée par José Maria Olazàbal en 1983.

### Open de France
Le golf accueille l'Open de France à trois reprises de 1970 à 1972. Le tournoi est respectivement remporté par l'australien David Graham, par le taïwanais Lu Liang Huan puis par l'américain Barry Jaeckel.

### Timex Open
Ce tournoi a été remporté trois d'affilée à ses débuts de 1980 à 1982, par le français Géry Wattine. Il est ensuite intégré en tant qu'épreuve de l'European tour. Il est remporté en 1983 par l'espagnol Manuel Ballesteros et par l'australien Mike Clayton en 1984.